# Dacus unicolor
Dacus unicolor är en tvåvingeart som först beskrevs av Friedrich Georg Hendel 1927.  Dacus unicolor ingår i släktet Dacus och familjen borrflugor. Inga underarter finns listade i Catalogue of Life.